# Danmark i olympiska vinterspelen 1964
Danmark deltog i olympiska vinterspelen 1964. Detta var Danmarks fjärde olympiska vinterspel. Truppen bestod av: Svend Carlsen, 25 år och Kurt Stille, 29 år.

## Resultat

### Längdskidåkning
- 15 km herrar
  - Svend Carlsen - 57
- 30 km herrar
  - Svend Carlsen - 53

### Hastighetsåkning på skridskor
- 1 500 m herrar
  - Kurt Stille - 30
- 5 000 m herrar
  - Kurt Stille - 12
- 10 000 m herrar
  - Kurt Stille - 9